# 高岡なつき
高岡 なつき（たかおか なつき、1979年11月27日 - ）は、日本の元AV女優。
出身地:神奈川県、身長:160cm、スリーサイズ:B:85cm（C-65） W:57cm H:86cm

## 略歴
1998年7月にAVデビュー。『ネオ出血大制服46』は、1998年のアトラス21売り上げトップとなっている。
1999年1月に引退した。一時期、ストリッパーとしても活動した。

## 人物
- 趣味：カラオケ、料理
- 最後の作品になる『プライバシー』は元彼との絡みがカメラの前で実現する作品となった。
- ビデオに出た動機は自分自身を変えたかったためだった[4]。
- 初体験は16歳の時にそのときつきあっていた彼氏と彼氏の家で[4]。
- その後はその彼氏との関係は続かなかった[4]。

## 作品

### アダルトビデオ
1998年
- ラブコール（7月31日、アトラス21）＊デビュー作
- La Traviate（8月30日、アトラス21）
- Love Forever（9月30日、アトラス21）
- AFTERNOONKISSはベッドで（10月23日、アトラス21）
- NEO出血大制服 46（11月25日、アトラス21）
- 女教師の蜜の味（12月15日、アトラス21）

1999年
- こんなのはじめて（1月3日、アトラス21）
- プライバシー（1月20日、アトラス21）
- GIFT（3月19日、アトラス21 AVD-4）DVD
- 昼下がりに抱かれたい（4月1日、アトラス21）
- コスプレ淫乱ドール（6月22日、アトラス21）
- COVER GIRLS 3 美少女EROS恋写館 66 朝比奈りり子・高岡なつき 他（6月31日、英知出版）VHS
- コスプレックス（8月6日、ソフトオンデマンド）

2000年以降
- NEO出血大制服スーパーコレクション 7（2000年3月15日、アトラス21）VHS ＊オムニバス作品
- NEO出血大制服完全版 3（2001年3月13日、アトラス21）VHS ＊オムニバス作品
- ヴァージンSelection 瞳リョウ・メイファ・高岡なつき・国府田ひとみ（2001年6月29日、メディアバンク）DVD
- 女教師の誘惑（2003年1月18日、メディアバンク）DVD 多数出演＊オムニバス作品
- 教えて先生！いけない蜜戯4時間マル秘LESSON ひろせまなつ・高岡なつき・大沢瞳・嶋田琴美（2003年12月26日、アトラス21）DVD
- NEO出血大制服ノーカット Vol.14 高岡なつき・嶋田琴美・安曇野まり・岡本千夏（2004年7月30日、アトラス21）DVD
- LOVE CENTURY 相沢優香・高岡なつき（2007年3月13日、NEO ATLAS）DVD
- 豪華人気女優大集合!イキまくり絶頂FUCK 8時間（2008年1月19日、A-BOX）DVD ＊オムニバス作品
- 人気女優のエロい制服FUCK 完全公開（2009年1月7日、北都）DVD 多数出演 ＊オムニバス作品
- あのアイドルたちが丸見え!!衝撃の8時間（2009年4月7日、北都）DVD 多数出演 ＊オムニバス作品

発売年不明
- 最後のルームサービス 2（ソフトオンデマンド HWD-002）VHS
- サイレントウィスパー（リュード 1A-064）VHS

### オリジナルビデオ
- 痴漢列島24時（1999年2月21日、GPミュージアムソフト）監督:渡辺容大[5]
- 監禁飼育（1999年5月21日、ピンクパイナップル）監督:佐々木浩久[6]
- 痴漢 The Best 高岡なつき・星乃舞・竹中なお（2007年2月25日、ミルキーズピクチャーズ）＊「痴漢列島24時」「新人弁護士 痴漢の罠」「伝説の痴漢ワザ師・五郎」を収録[7]

## 出版

### 雑誌
- GOKUH 1999年5月号（バウハウス） ※高岡なつき:特大ポスターカレンダー付き
- Cream 1998年7月号（ワイレア出版）
- URECCO 1998年7月号（ミリオン出版）
- OKay! 1999年1月号（東京三世社）
- ビデオ情報 1999年1月25日新春増刊号（日本文芸社）
- Bejean 1999年3月号（英知出版）
- アップル通信 1999年5月号（三和出版）
- ベストビデオ 1999年5月号（三和出版）
- THE トップビデオ 1999年6月号（ダイアプレス）